# هو نام جون
هو نام جون (کره‌ای: 허남준؛ زادهٔ ۹ ژوئن ۱۹۹۳) بازیگر اهل کره جنوبی است. او به خاطر ایفای نقش در دلال ازدواج، عالیجناب و وقتی تلفن زنگ می‌زند شناخته می‌شود.

## فیلم‌شناسی

### فیلم
| سال  | عنوان                  | نقش          | توضیحات | منابع       |
| ---- | ---------------------- | ------------ | ------- | ----------- |
| ۲۰۱۹ | د فرست شات             | رئیس بخش جو  |         | [ ۱ ]       |
| ۲۰۲۰ | دابل پتی               | هان سانگ ووک |         | [ ۲ ]       |
| ۲۰۲۰ | شب در بهشت             | رئیس         |         | [ ۱ ]       |
| ۲۰۲۱ | گروگان: سلبریتی گمشده  |              |         | [ ۳ ]       |
| ۲۰۲۲ | تیک‌آف: ایستادن روی موج | مشتری        |         |             |
| ۲۰۲۴ | من جلاد                | کارآگاه      |         | [ ۳ ] [ ۴ ] |

### مجموعه تلویزیونی
| سال  | عنوان                    | نقش           | توضیحات | منابع                       |
| ---- | ------------------------ | ------------- | ------- | --------------------------- |
| ۲۰۲۰ | گمشده: آن سوی دیگر       | گو بونگ هوان  | قسمت ۴  | [ ۵ ]                       |
| ۲۰۲۱ | گل برفی                  | اوه گوانگ ته  |         | [ ۶ ] [ ۷ ] [ ۸ ]           |
| ۲۰۲۳ | خانه شیرین               | کانگ سوک چان  | فصل ۲   | [ ۹ ] [ ۱۰ ] [ ۱۱ ]         |
| ۲۰۲۳ | دلال ازدواج              | جونگ سون گو   |         | [ ۱۲ ] [ ۱۳ ]               |
| ۲۰۲۴ | وارث غیرممکن             | ها میونگ جی   |         | [ ۱۴ ]                      |
| ۲۰۲۴ | خانه شیرین               | کانگ سوک چان  | فصل ۳   | [ ۱۵ ]                      |
| ۲۰۲۴ | عالیجناب                 | کیم سانگ هیوک |         | [ ۱۶ ] [ ۱۷ ] [ ۱۸ ] [ ۱۹ ] |
| ۲۰۲۴ | وقتی تلفن زنگ می‌زند      | جی سانگ وو    |         | [ ۲۰ ] [ ۲۱ ] [ ۲۲ ]        |
| ۲۰۲۵ | وقتی ستاره‌ها نجوا می‌کنند | لی سونگ جون   |         |                             |

## جوایز و نامزدی‌ها
| مراسم جوایز         | سال  | دسته                      | نامزد / اثر | نتیجه    | منابع  |
| ------------------- | ---- | ------------------------- | ----------- | -------- | ------ |
| جوایز درامای کی‌بی‌اس | ۲۰۲۳ | بهترین بازیگر تازه‌کار مرد | دلال ازدواج | نامزدشده | [ ۲۳ ] |